# Eupithecia peregrina
Eupithecia peregrina là một loài bướm đêm trong họ Geometridae.